# Siemens
Siemens AG (Сименс АГ, нем. Siemens Aktiengesellschaft — Сименс Акционерное общество, в русской традиции «Си́менс») — немецкий конгломерат, работающий в области электротехники, электроники, энергетического оборудования, транспорта, медицинского оборудования и светотехники, а также специализированных услуг в различных областях промышленности, транспорта и связи.
Главная контора находится в Мюнхене. Акции компании включены в базу расчёта следующих фондовых индексов: DAX, S&P Global 100, Dow Jones EuroStoxx 50, Dow Jones Global Titans 50. В списке крупнейших компаний мира Fortune Global 500 за 2024 год Siemens заняла 145-е место.

## История

### 1847—1918

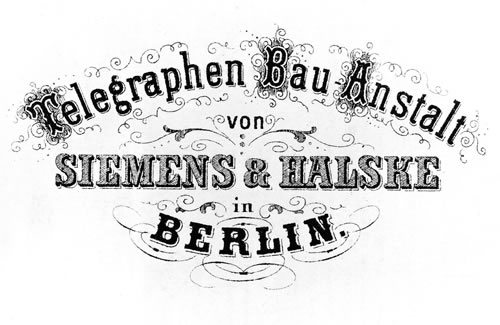
Логотип Telegraphenbauanstalt Siemens & Halske

Основателем фирмы является Вернер фон Сименс. Он, совместно с Иоганном Гальске, создал фирму Telegraphen-Bauanstalt Siemens & Halske, начавшую свою работу 12 октября 1847 года и занимавшуюся, кроме электротелеграфии, широким кругом работ в области точной механики и оптики, а также созданием электромедицинских аппаратов. Финансовую поддержку компании оказал двоюродный брат Вернера, советник юстиции Иоганн Георг Сименс. Он внёс стартовый капитал в размере 6842 талеров для оплаты расходов по найму помещения, жалования, текущих расходов в приобретении инструментов и необходимого материала.
В 1848—1849 годах фирма S&H построила первую в Германии телеграфную линию Берлин — Франкфурт-на-Майне. Первым сообщением, переданным по ней 28 марта 1849 года, стало известие о том, что Франкфуртское национальное собрание, предложило титул наследного кайзера Германии прусскому королю Фридриху Вильгельму IV. Одновременно с этой линией было начато строительство линий, связавших Берлин с Кёльном, Гамбургом, Бреслау и Штеттином.

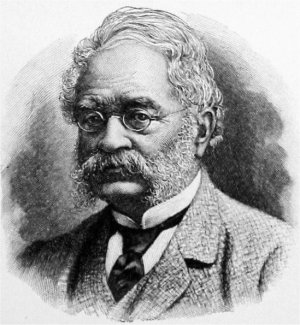
Эрнст Вернер Сименс

В 1849 году был основан первый филиал за пределами Германии — в Лондоне Вильгельм фон Сименс, брат Вернера Сименса, основал агентство компании S&H. В 1858 году ею была открыта телеграфная фабрика в Финсбери, а затем, в 1863 году, — фабрика по производству морского телеграфного кабеля в Вулидже (ныне часть Лондона).
Компания продолжала развивать телеграфную сеть в Европе — в 1851 году Датское Королевское телеграфное управление заказало компании стрелочный телеграф, а год спустя правительство Нидерландов заказало оборудование, связавшее Роттердам с Бельгией. В 1853 году Siemens & Halske начала строительство русской телеграфной сети, которое завершилось через два года; сеть покрыла расстояние свыше 10 000 км, протянувшись от Финляндии до Крыма. В 1853—1854 годах, по заказу Швеции, были построены телеграфные линии Стокгольм — Гётеборг и Стокгольм — Мальмё. В 1856 году началось строительство телеграфных сетей в Османской империи, завершившееся к 1881 году.

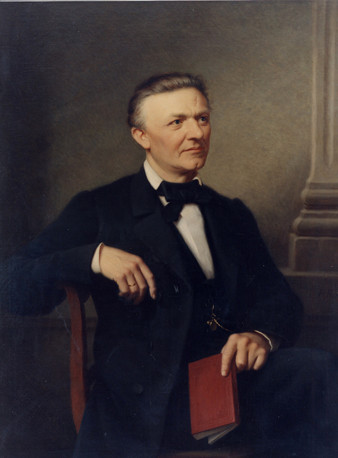
Иоганн Георг Гальске

В 1851 году в Лондоне в Хрустальном Дворце прошла Первая Всемирная промышленная выставка, на которой стрелочный телеграф S&H был отмечен высшей наградой — медалью муниципалитета Лондона. В 1862 году компания проложила подводную линию, связавшую испанскую Картахену с алжирским Ораном.
В 1868 году компанией начато строительство Индоевропейской телеграфной линии, торжественное открытие которой состоялось в 1870 году. Линия, длина которой составляла 11 000 км, связала Лондон и Калькутту через Берлин, Варшаву, Одессу, Керчь, Тифлис и Тегеран. Телеграмма проходила линию из конца в конец за 28 минут, что по меркам того времени было фантастической скоростью. Линия проработала до 1931 года — более 60-и лет.
В 1872 году телеграфная линия длиной 2700 км связала южное и северное побережье Австралии, протянувшись от Аделаиды до Дарвина. Всё оборудование было поставлено лондонской компанией Siemens Brothers. В том же году была начата укладка морского телеграфного кабеля между Рио-де-Жанейро и Монтевидео, завершённая в 1875 году.

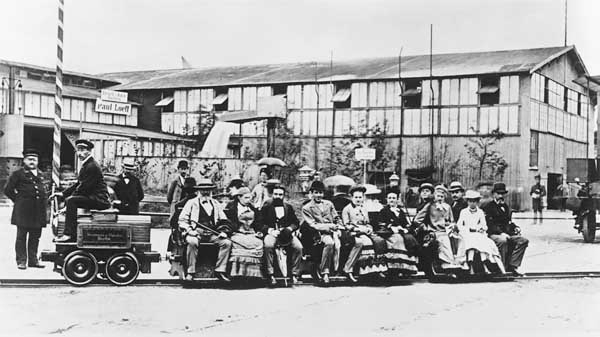
Электрическая железная дорога компании Siemens & Halske на Берлинской выставке 1879 года.

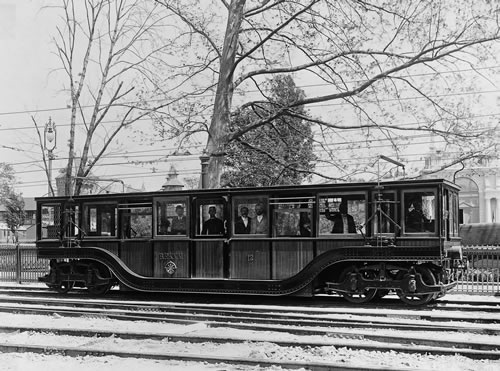
Метрополитен Будапешта стал первым метрополитеном континентальной Европы

В 1874 году было построено специальное судно-кабелеукладчик «Фарадей», которое за годы службы проложило более 80 000 километров кабельных линий. Компания продолжала сотрудничество с кораблестроителями и впредь: так, пять лет спустя, в 1879 году Siemens & Halske оснастила три новейших немецких судна Hannover, Theben и Holsatia электрооборудованием: генераторами, прожекторами и интерьерным электрооборудованием, а ещё через три года компания оснастила датский броненосец Tordenskjold электрическим оборудованием.

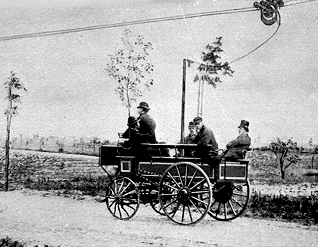
Elektromote Вернера фон Сименса стал первым в мире троллейбусом

В 1866 году Вернер Сименс разработал динамо-машину, а в 1881 году компания построила первую в мире общественную гидроэлектростанцию в британском Годалминге на реке Уэй.
В 1877 году в Берлине появились первые телефонные аппараты Белла; Siemens запатентовал их улучшенную версию и начал производство. В 1879 году посетители Берлинской Выставки смогли увидеть первую в мире электрическую железную дорогу — маленький локомотив возил по кругу вагончики и при этом двигался без шума пара и клубов дыма. Однако уже 16 мая 1881 года между станцией Лихтерфельде Анхальтской железной дороги и Кадетским Колледжем Берлина было открыто трамвайное сообщение. В 1883 году была построена электрифицированная железная дорога в ирландском графстве Антрим, в том же году вступил в строй первый регулярный европейский трамвайный маршрут от Мёдлинга до Хинтербрюля. В 1887 году трамвай появился в Будапеште. В 1890 году лондонская линия City and South London Railway была оснащена электрическими локомотивами фирмы Siemens Brothers. В 1892 году началось сооружение пражского трамвая, завершённого девять лет спустя. В 1893 году первый трамвай появился в Южном полушарии — в австралийском Хобарте. В мае 1896 года компанией Siemens & Halske была открыта первая на европейском континенте линия метро в Будапеште — только за первый год работы она перевезла 4 млн человек. А через год началось строительство метро в Берлине. В 1899 году компания построила пекинский трамвай — первый в Китае. В том же году трамваи, построенные компанией, соединили голландские Харлем и Зандвоорт. В начале 1903 года на тестовой линии Мариенфельде — Цоссен экспериментальный высокоскоростной локомотив, созданный при участии компании Siemens & Halske, показал рекордную скорость 210,2 км/ч.
Siemens & Halske стала первым в Германии производителем ламп накаливания, начав производство в 1881 году. В 1880-х годах компания осуществила два проекта в России — сконструировала систему освещения Невского проспекта и установила систему освещения Зимнего дворца. Также в 1883 году компания оснастила электрическим освещением дворец султана Джокьякарты. В 1896 году компанией была запатентована рентгеновская трубка.

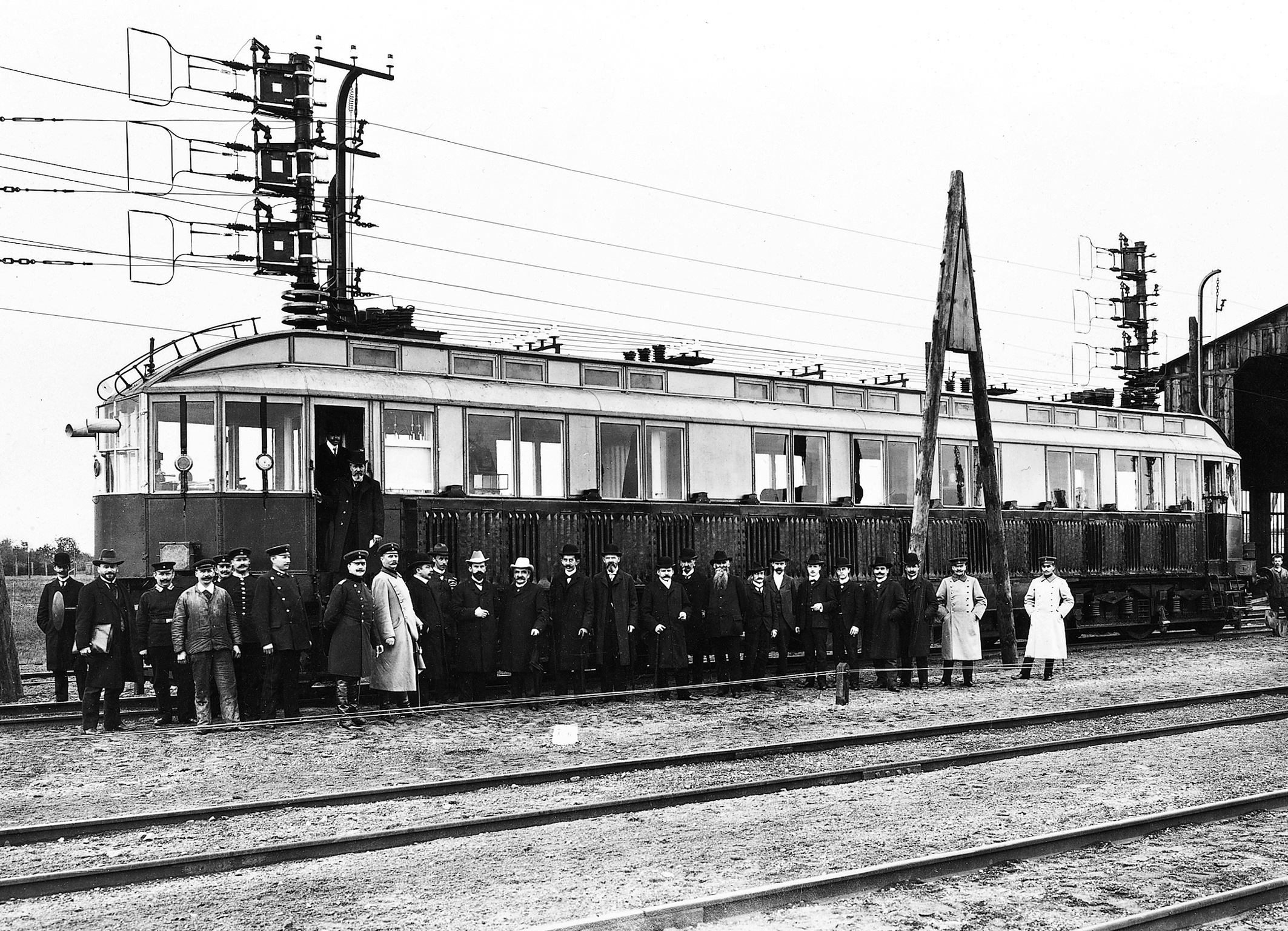
Экспериментальный высокоскоростной локомотив, созданный при участии компании Siemens & Halske, развил скорость более 210 км/ч. По меркам 1903 года такая скорость была фантастичной

В 1897 году компания была преобразована в акционерное общество Siemens & Halske с общим капиталом в 35 млн марок. 8 марта 1899 года произошло публичное размещение акций компании на бирже Deutsche Börse.
Компания продолжала экспансию в различные страны: в 1887 году Герман Кесслер открыл первый офис Siemens в Японии, в 1900 году S&H подписала агентский договор с компанией B. Grimm & Co., представлявшей интересы S&H в Сиаме. В 1909 году компания открыла свой первый офис в индонезийской Сурабае.
В 1903 году Siemens и AEG основали компанию Gessellschaft für drahtlose Telegraphie System Telefunken. В том же году компания Siemens & Halske приобрела компанию Elektrizitäts-Aktiengesellschaft vorm. Schuckert & Co. и, соединив с собственными активами, образовала компанию Siemens-Schuckertwerke.
В 1909 году компания запустила в эксплуатацию первый в Германии городской телефонный коммутатор с автоматическим вызовом абонента. Он был сооружён в мюнхенском районе Швабинг и первоначально рассчитан на 2500 абонентских линий.
В 1910 году компания построила в Италии одну из первых ГАЭС в мире на реке Стура-ди-Виу в Пьемонте. В том же году была построена линия трамвая в хорватском Аграме.

Дирижабль мягкой системы (длина — 118 м) и ангар для дирижаблей на заводе компании «Сименс-Шуккертверке» в районе Бисдорф/Берлин, 1911 г.

23 января 1911 года мягкий дирижабль, построенный компанией Siemens-Schuckertwerke, совершил свой первый 40-минутный полёт. Его длина составляла 118 м, объём газа 13 500 м³, он мог перевозить 24 пассажира. Два четырёхцилиндровых двигателя фирмы Daimler мощностью 125 л. с. каждый позволяли дирижаблю развивать скорость 72 км/ч.
Siemens-Schuckertwerke занималась также производством автомобилей — в 1908 году компания приобрела немецкого производителя автомобилей Protos Automobile GmbH. Однако в 1920-х годах производство автомобилей было прекращено. В то же время под маркой Protos компания выпускала различную бытовую технику.
К 1914 году в компании и подконтрольных ей структурах работало 82 000 сотрудников, она была одним из крупнейших концернов в области электротехники. Однако начавшаяся Первая мировая война нанесла серьёзный удар: многие иностранные дочерние общества и подразделения были национализированы, произошли структурные изменения рынков сбыта. Телекоммуникационная продукция сменилась военной — взрывчатка, ружейные затворы, системы пожаротушения, авиационные двигатели. В 1917 году компания Siemens-Schuckertwerke построила Siemens SSW R VIII — самый большой биплан в мире.

### 1918—1933
Прямыми последствиями Первой мировой войны для компаний, входивших в состав группы, стали потеря большей части иностранной собственности (только российские активы оценивались в 50 млн рублей), утрата практически всех патентных прав в иностранных государствах и половины капитала. В это трудное время во главе компаний Siemens & Halske и Siemens-Schuckertwerke в 1919 году встал Карл Фридрих фон Сименс, третий сын Вернера фон Сименса — под его руководством компании начали восстанавливаться.
В 20-х годах XX века Карл Фридрих фон Сименс, следуя принципам, заложенным его предшественниками, начал выстраивать «Дом Сименса» — мощную холдинговую компанию, чьи дочерние компании работали в различных отраслях электротехнической промышленности. Термин «Дом Сименса» был введён им, чтобы избежать определения «концерн», но подчеркнуть единство множества независимых компаний.

«… а тем временем стирает PROTOS». Реклама стиральных машин «Protos», производившихся компанией «Сименс», 1925

В 1918 году компании Siemens & Halske, AEG и Auer-Gesellschaft объединили свои производства ламп накаливания и светотехники в компанию OSRAM GmbH. В 1920 году на базе подразделения компании, производившего прожекторы, системы управления огнём для артиллерии и системы связи и управления для военных и коммерческих судов, была основана компания Gesellschaft für elektrische Apparate GmbH (Gelap).
Не забывала компания и о международном бизнесе. Так, в 1923 году была основана японская компания Fuji Electric Company — совместное предприятие по выпуску электрического оборудования с Furukawa Denki Kōgyō. Позднее, в 1984 году эта компания стала называться Fuji Electric. Также в 1923 году был начат выпуск радиоприёмников.
В 1924/25 финансовом году компания начала вводить конвейерные сборочные линии на своих предприятиях — так выпуск пылесосов Protos вырос сначала до 125 штук в день, а за 1926/1927 финансовый год компания выпустила уже 129074 пылесоса. Также конвейерной сборкой производились электрические утюги, фены, тостеры и другие бытовые приборы, востребованные рынком: за два года — с 1925 по 1927 — число подключённых к электросети домохозяйств Германии выросло с 25 % до 50 % от общего числа. Из международных проектов середины 1920-х годов были строительство электростанций в Шанноне (Ирландия) и Запорожье (Днепрогэс).

Пассажирский лайнер «Бремен»

В 1925 году Siemens & Halske совместно с компанией Reiniger, Gebbert & Schall создали компанию по выпуску медицинского оборудования Siemens-Reiniger Veifa Gesselschaft für medizinische Technik (с 1932 года Siemens-Reiniger-Werke) — крупный производитель диагностических и терапевтических медицинских аппаратов, в частности, рентгеновского оборудования. В том же году немецкие химики Ида Таке и Вальтер Ноддак совместно с рентгенологом Отто Бергом (специалистом компании Siemens & Halske) при проведении исследований в лаборатории компании открыли новый химический элемент — рений.
В 1928 году была образована крупнейшая в Европе компания по производству угольных электродов и аморфного углерода Siemens-Planiawerke. В том же году для развития технологии звукового кино Siemens & Halske и AEG организовали компанию Klangfilm GmbH.

Электрический локомотив E 44 (BoBo)

В 1929 году сошёл со стапелей роскошный быстроходный пассажирский лайнер «Бремен» — будущий обладатель «Голубой ленты Атлантики», — для которого компания поставила оборудование связи, управляющие и измерительные системы. В июле того же года совершил пробный полёт гидроплан Dornier Do X, оснащённый 12 двигателями Siemens «Jupiter». При размахе крыльев 48 м и длине 40 м долгое время он оставался крупнейшим гидропланом мира.
Примечательной вехой в истории развития железнодорожного транспорта стал локомотив E 44 (BoBo) — многоцелевой электровоз, разработанный в 1930 году Вальтером Рейхелем и построенный компанией Siemens. При массе всего лишь 78 метрических тонн он выгодно отличался от конкурентов своей экономичностью. В 1932 году между Гамбургом и Берлином начал совершать рейсы один из первых в мире высокоскоростных электропоездов Flying Hamburger. Электрическое оборудование для экспресса, развивавшего скорость 165 км/ч, поставила компания Siemens-Schuckertwerke.
Первые факсимильные системы, позволяющие осуществлять передачу изображений, также были разработаны в 20-х годах XX века. В 1927 году факсимильная линия, использующая систему Siemens-Karolus-Telefunken, связала Берлин и Вену. Новая технология особенно полюбилась журналистам, так как позволяла передавать изображения в редакцию.

### 1933—1945
Дальнейшим развитием телеграфа стал телекс. В 1933 году, по рекомендации Siemens & Halske, Рейхспочта Германии запустила использование первой общественной телексной сети между Берлином и Гамбургом. Компания также уделяла внимание повышению пропускной способности каналов связи. Так, в 1936 году Siemens & Halske впервые в мире успешно удалось осуществить одновременную передачу 200 телефонных звонков и телевизионного сигнала по коаксиальному кабелю.
В 1933 году была основана компания Siemens Apparate und Maschinen, состоявшая из Gelap и Flugmotorenwerk — фабрики авиационных моторов — компании Siemens & Halske. Компания производила электрическое оборудование и точную механику для армии, ВМФ и торгового флота. В 1936 году Flugmotorenwerk отошла в собственность компании Brandenburgische Motorenwerke, а в 1940 году, в итоге, к компании Luftfahrtgerätewerk Hakenfelde GmbH (LGW).

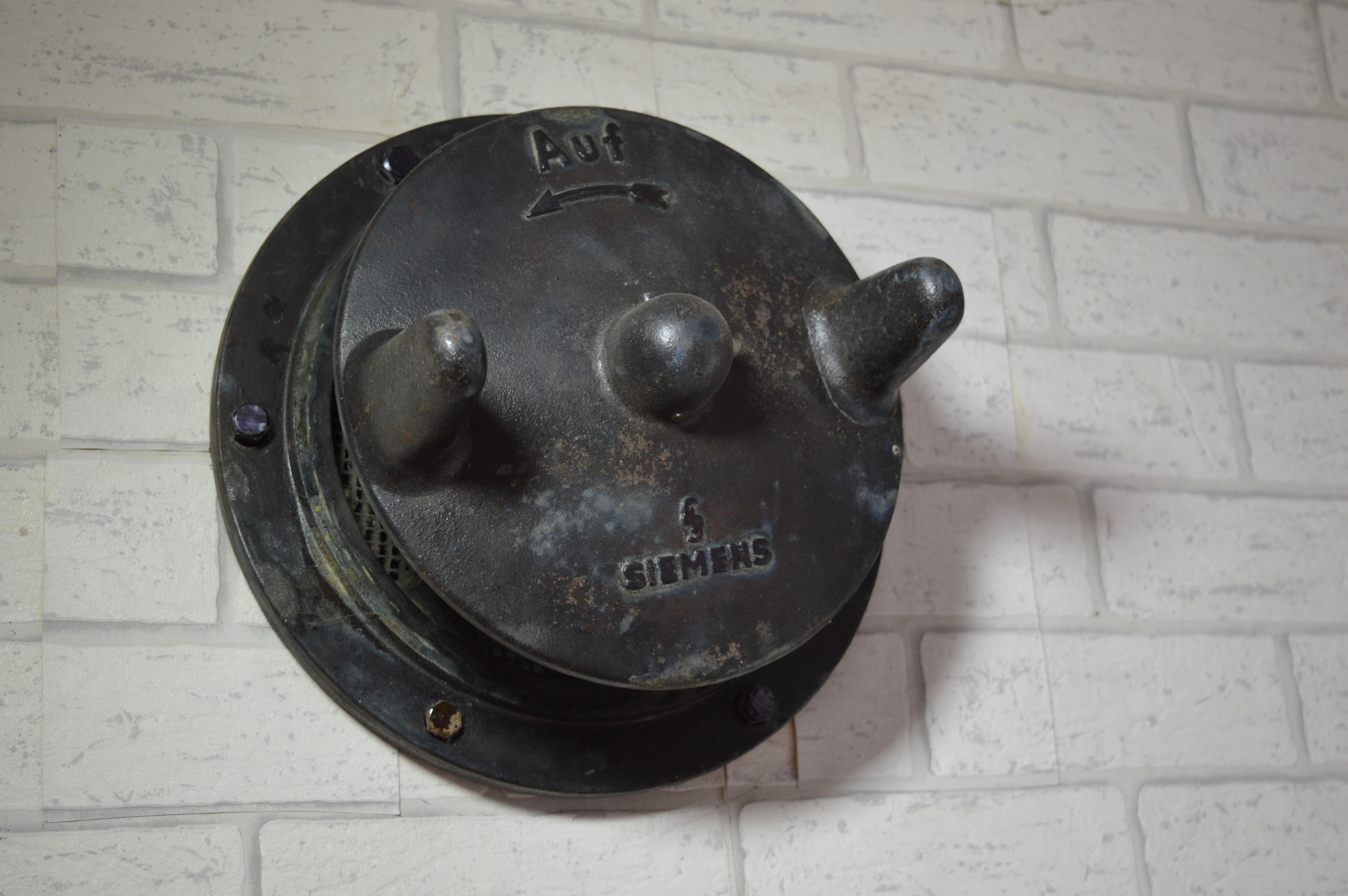
Клапан-воздухозаборник фирмы Сименс, 1944 год выпуска

В 1937—1941 годах компания осуществила важные проекты в Афганистане. Были построены гидроэлектростанции Вардак (Wardack), снабжавшая электричеством Кабул, и Пул-и-Гомри (Pul-i-Ghomri), предназначенная для снабжения текстильных фабрик.

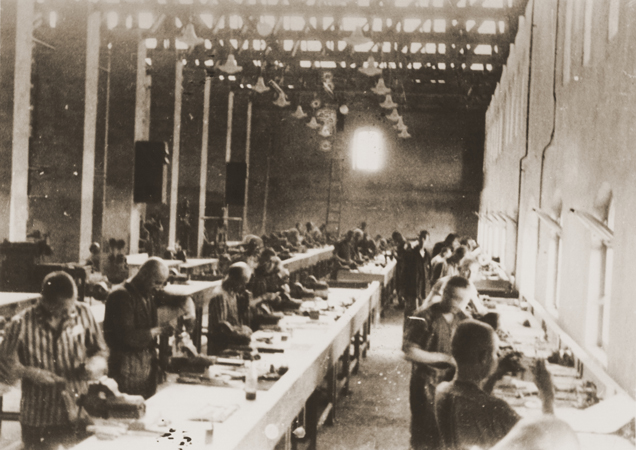
Заключённые на принудительных работах собирают авиационные компоненты на фабрике Siemens в концентрационном лагере Бобрек (входившем в систему лагерей Аушвиц/Освенцим). 1944 год

Поскольку компании, входившие в «Дом Сименса», производили военную технику, оборудование двойного назначения и оборудование для инфраструктуры, они, естественно, были тесно связаны с нацистским режимом, пришедшим к власти в 1933 году. Однако фактический глава «Дома Сименса» Карл Фридрих фон Сименс национал-социалистам явно не симпатизировал — при Веймарской Республике он долгие годы был членом Рейхстага от Германской Демократической партии, — что выливалось в трения с властями и осторожную критику режима до самой его смерти в 1941 году.
Осенью 1943 года компания начала поставки радарной системы Siemens Jagdschloß, первой радарной системы с обзорным сканированием, имевшей в различных модификациях предельную дальность обнаружения самолёта от 150 до 300 км. Также в этот период компанией совместно с Luftwaffe был разработан автопилот.
Одновременно с трудом наёмных рабочих на заводах и фабриках компании широко использовался подневольный труд заключённых концлагерей, военнопленных, узников гетто и «остарбайтеров». По данным самой компании, к осени 1944 года на «Сименсе» было 50 тысяч подневольных рабочих — примерно пятая часть всего персонала. Так, на фабрике в Равенсбрюке, где производилось оборудование связи, работало более 2000 женщин — заключённых концлагеря Равенсбрюк. Компания Siemens Schuckertwerke AG также владела фабрикой в концлагере Бобрек — одном из приблизительно сорока лагерей концентрационного лагеря «Аушвиц-3», входившего в структуру концлагерного комплекса, известного под общим названием «Освенцим». Жильбер Мишлен, бывший заключённый Бобрека, в своих мемуарах отмечал, что условия проживания были такими же некомфортными, как в Биркенау, однако не было ни газовых камер, ни побоев, а также был установлен выходной день — воскресенье. Кроме подневольного труда узников лагеря «Равенсбрюк» и «Аушвиц III» компании, входившие в «Дом Сименса», использовали труд заключённых концентрационных и трудовых лагерей. Так, на Siemens Bauunion GmbH работали заключённые концентрационных лагерей «Эбензее» (de:KZ Ebensee), «Плашов», «Гросс-Розен», а также на медных шахтах в сербском Боре.
Впоследствии концерн Siemens AG под давлением общественности образовал специальный фонд для лиц, работавших по принуждению во время Второй мировой войны на компании, входившие в «Дом Сименса». До этого представители компании заявляли, что своим бывшим подневольным рабочим могут предоставить лишь свои «глубочайшие сожаления». Размер фонда составил 12 млн долларов, то есть 240 долларов на каждого из 50 тысяч подневольных рабочих.
В 1944 году компания построила бетатрон на 6 МэВ.
Весной 1945 года компания подготовила оборудование для постройки первой коммерческой высоковольтной линии постоянного тока напряжением 440 кВ. Однако оборудование захватили части Красной Армии, оно было вывезено в СССР в счёт репараций и было использовано для строительства линии Кашира—Москва. 20 апреля 1945 года директора компании приняли решение о прекращении деятельности всех берлинских предприятий.

### 1945—1966

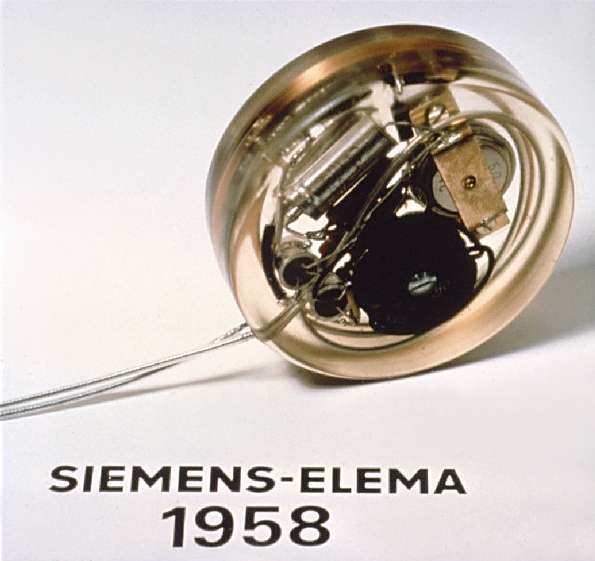
Первый в мире имплантируемый кардиостимулятор, 1958 год

Электронная модульная система управления SIMATIC, 1959 год

По окончании Второй мировой войны компании «Дома Сименс» находились в сложном положении, потеряв 4/5 активов и большинство производственных мощностей, а также лишившись многих сотрудников, в том числе председателя совета директоров S&H Хайнриха фон Буоля, вывезенного советскими представителями в Москву и покончившего с собой 2 мая 1945 года, и председателя совета директоров SSW Рудольфа Бингеля, сотрудничавшего с нацистами и умершего в перевалочном лагере 22 сентября 1945 года. Джозеф Визен в своей книге West German Industry and the Challenge of the Nazi Past, 1945—1955 приводит слова одного русского полковника: «Hitler Kaputt, Berlin Kaputt, Siemens Kaputt».
Однако восстанавливающаяся экономика Западной Германии требовала активного роста промышленного производства — компании, входящие в «Дом Сименса», стали одними из локомотивов «немецкого экономического чуда».
В 1949 году штаб-квартира была перенесена из Берлина в Мюнхен, а в 1954 году был создан филиал в США.
Активно на рынке работала Siemens-Reinigerwerke. В 1950 году был представлен Phonophor Alpha, карманный слуховой аппарат. В 1960 году компания выпустила очки со встроенным слуховым аппаратом, а год спустя появилась Auriculina — первая заушная модель с фронтальным приёмом звука. В 1966 году компания выпустила свой первый внутриушной аппарат Siretta. В 1958 году компания Siemens-Elema представила первый в мире имплантируемый кардиостимулятор.
В 1959 году компания Siemens-Schukertwerke представила модульную электронную систему управления SIMATIC, ставшую важной вехой в развитии промышленной автоматизации. Сегодня SIMATIC — это целое семейство продуктов, систем и решений в области автоматизации, применяемых в различных областях промышленности, энергетики и транспорта.
В 1950-е годы в компании Siemens начались работы в областях обработки данных и атомной энергетики. В 1955 году компанией была представлена ЭВМ, а в 1959 году начал работу первый атомный реактор её производства на Мюнхенской АЭС, а в 1968 году в Аргентине при участии компании началось строительство первой в Южной Америке АЭС. Обмен технологиями с компанией Westinghouse позволил разработать несколько типов реакторов, способных работать на природном или слабообогащённом уране.
В 1965 году американский межпланетный зонд Mariner IV, оснащённый триодами с дисковыми выводами фирмы Siemens & Halske, впервые передал на Землю фотографии поверхности Марса. В том же году компания представила VIDOSON — первое в мире ультразвуковое диагностическое устройство, работающее в реальном масштабе времени.

### 1966—1988
В 1966 году компании Siemens & Halske, Siemens-Schukertwerke и Siemens-Reinigerwerke объединяются в Siemens AG. В 1967 году концерн совместно с Robert Bosch GmbH основал компанию по производству бытовой техники Bosch und Siemens Hausgeräte GmbH, а также приобрёл компанию Zuse KG, одного из пионеров в области компьютерных технологий.
В соответствии со стратегическим соглашением в 1969 году Siemens и AEG объединили свои активы по производству оборудования для генерации электроэнергии в компанию Kraftwerk Union AG (KWU), чуть позднее таким же образом появилась компания Transformatoren Union AG (TU), производящая трансформаторное оборудование.

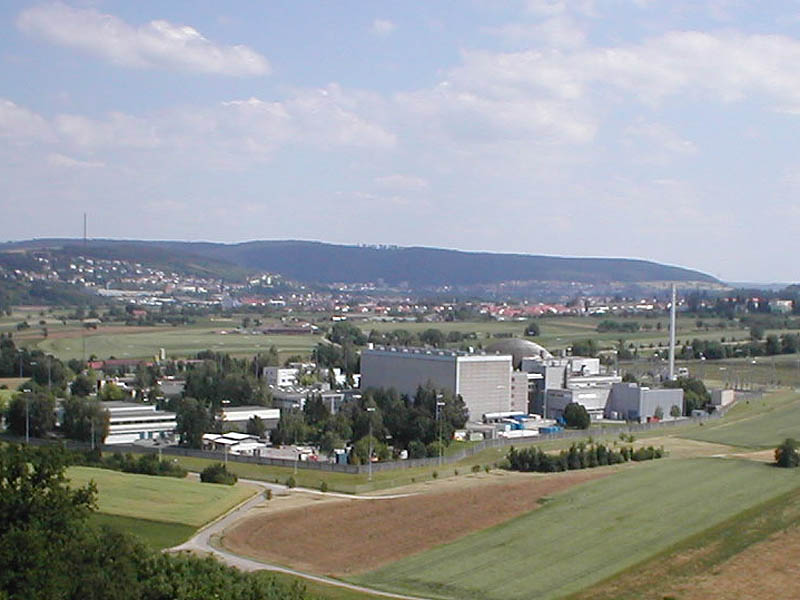
АЭС в Обригхайме, 2007 год

В 1968 году была сдана в эксплуатацию АЭС в Обригхайме на реке Некар. АЭС мощностью 328 МВт стала первой немецкой АЭС, оснащённой ядерным реактором, охлаждаемым водой под давлением. Гидроэнергетика также была одним из стратегических направлений деятельности компании. В 1978 году концерн Siemens AG начал поставки генераторов для крупнейшей в мире гидроэлектростанции Итайпу на границе Бразилии и Парагвая.
Важные разработки были сделаны компанией в области распределения электроэнергии — в 1964 году были представлены выключатели, в которых в качестве дугогасящей среды вместо сжатого воздуха или масла был применён гексафторид серы SF6. Эта технология используется и сегодня. Развитие силовой электроники позволило компании Siemens осуществить ещё один смелый новаторский инженерный проект. В 1975 году ею, совместно с компаниями AEG и Brown, Boveri & Cie, была построена первая в мире тиристорная высоковольтная линия постоянного тока от гидроэлектростанции Кабора-Басса в Мозамбике до ЮАР, протяжённостью 1400 км.
В 1975 году компании Siemens и Fanuc Ltd подписали соглашение в области продаж ЧПУ, однако спустя 10 лет Еврокомиссия сочла это нарушением антимонопольного законодательства и оштрафовала обе компании на миллион экю.
В 1974 году Siemens AG, опять же в сотрудничестве с AEG и Brown, Boveri & Cie, начал разработку маглева на принципе EDS. В том же году были поставлены реакторы для электростанции в иранском Бушере, а также был запущен в опытную эксплуатацию Блок А на атомной электростанции в Библисе. На момент запуска эта АЭС мощностью 1200 МВт была крупнейшей в мире.
В 1977 году компания представила Echopan KS — импульсную ультразвуковую систему для неинвазивного исследования сердца (ультразвуковая кардиография). В 1978 году была приобретена компания Allis-Chalmers Corporation. В 1980 году в Гамбурге вступила в строй первая АТС, использующая технологию EWSD, разработанную компанией. В 1985 году Siemens вошёл в состав консорциума, разработавшего и запустившего в серию высокоскоростные поезда ICE. Компания поставляет электронные и электрические компоненты для этих поездов.

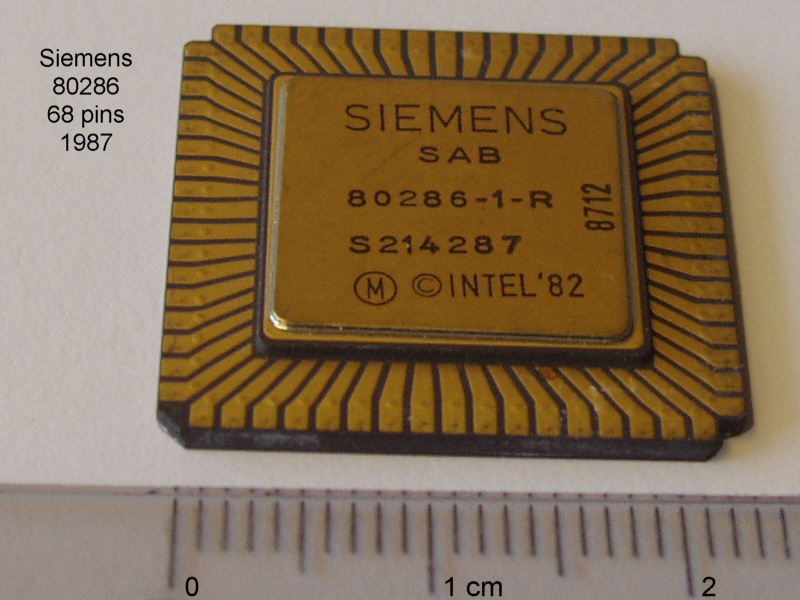
По лицензии Intel компания Siemens AG выпускала клоны микропроцессоров Intel 80286

Выход Siemens на рынок микросхем в конце 1970-х годов оказался не совсем успешным; отдел микроэлектроники с бюджетом в 1 млрд долларов вплоть до конца 1980-х годов приносил убытки и не сделал ни одной значимой разработки, временами компании приходилось покупать микросхемы сторонних производителей. В 1981 году Siemens AG возглавил Бернхард Плеттнер, первый глава компании не из семьи Сименс.
6 июля 1986 года Карл Хайнц Бекуртс, руководивший исследованиями компании в области обороны в рамках СОИ, и его водитель Экхардт Гропплер погибли от взрыва дистанционно управляемой бомбы близ городка Штраслах. Ответственность за взрыв взяла на себя леворадикальная немецкая организация Rote Armee Fraktion (RAF).
В 1987 году Siemens приобрела бельгийскую компанию ADB Airfield Solutions, занимающуюся оснащением аэропортов и аэродромов осветительной техникой. Всего с 1983 по 1988 год на поглощения и научно-исследовательскую деятельность было потрачено 24 млрд долларов; эта стратегия была рассчитана на долгосрочную перспективу и значительно ослабила текущее положение компании.

### 1989—2008
В начале 1990-х годов в Siemens произошла смена высшего руководства, а с ним — и приоритетов развития; основные усилия стали направляться на растущие рынки Азии и на сокращение себестоимости продукции.
В 1990 году была образована компания Siemens Nixdorf Informationssysteme. В 1991 году компания выкупила у Texas Instruments бизнес по производству ПЛК и промышленных систем автоматизации.
В 1992 году концерн представил сотовый телефон Siemens P1, весом 2,2 кг, предназначенный для работы в общеевропейской сети на основе Global System of Mobile Communication (GSM), представленной компаниями Mannesmann D2 и Deutsche Telekom. В том же году на рынке появился действительно мобильный телефон C4 compact, весом всего 600 г.
В 1997—1999 году компания произвела реорганизацию, получили независимость такие компании, как производитель интегральных микросхем Infineon Technologies, Sirona Dental System (компания по производству стоматологического оборудования), Epcos, Wincor Nixdorf, SIPOS Aktorik GmbH (производитель электрических приводов для клапанов и задвижек). Была образована компания Fujitsu Siemens Computers, как совместное предприятие с Fujitsu Ltd.

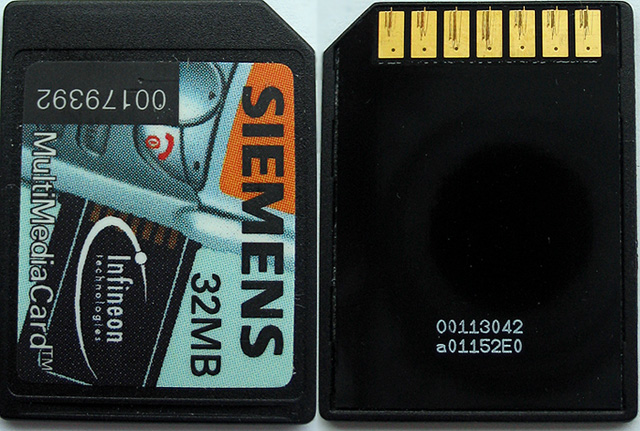
MultiMedia Card — совместная разработка концерна Siemens AG и компании SanDisk

Карта Multimedia Card была представлена концерном Siemens AG совместно с SanDisk в 1997 году. В том же году компанией был выпущен первый в мире цифровой слуховой аппарат с системой двойных микрофонов и цифровой обработкой голоса.
В 2000 году компания прекратила собственное производство пассивных электрических компонентов, продав подразделение Siemens Electromechanical Components американской компании Tyco, и ушла с рынка ИБП, выделив это производство в компанию Masterguard GmbH. В том же году были приобретены компании Milltronics, канадский производитель средств измерения уровня и расхода сыпучих веществ, и немецкая Axiva GmbH & Co, специализирующаяся в области решений для фармацевтической и химической промышленности.
В 2000 году Roke Manor Research, дочерняя компания Siemens AG, впервые в мире осуществила передачу потокового видео по сети стандарта UMTS. В конце 1990-х годов было прекращено производство бытовой электроники: телевизоров, видеомагнитофонов, видеокамер и т. д.

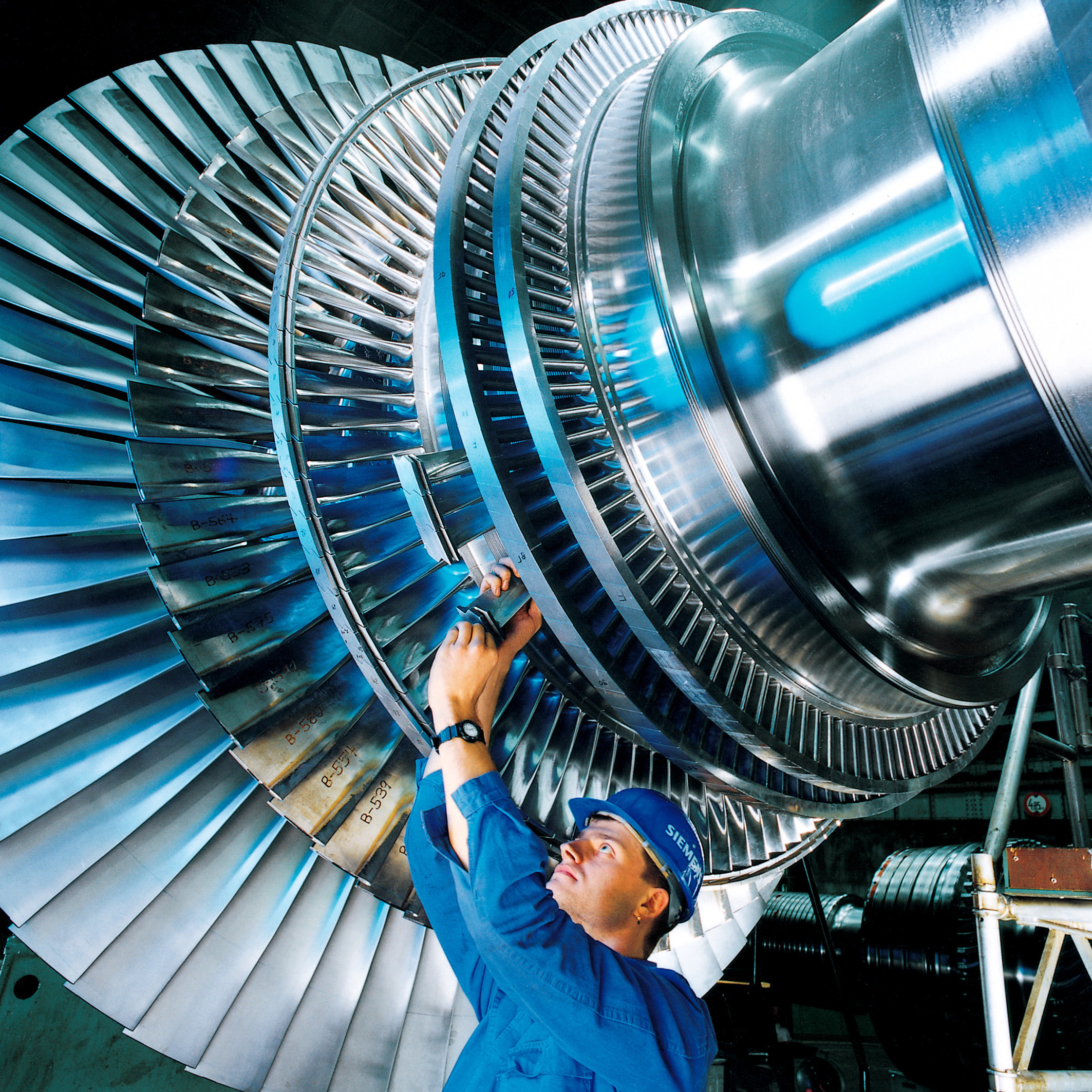
Ротор современной паровой турбины производства Siemens AG, применяемой для генерации электроэнергии

12 марта 2001 года компания провела листинг на Нью-Йоркской фондовой бирже.
В 2001 году, в результате покупки британским оператором связи Vodafone немецкого концерна Mannesmann AG, Siemens AG получил возможность приобрести активы Atecs Mannesmann AG, которые не интересовали телекоммуникационного гиганта — производство автомобильных компонентов, производство систем и решений для логистики, компрессоров, насосов, кранов и другие производства. Часть этих производств являлись непрофильными активами для концерна и позднее была продана инвестиционной компании KKR:
- Mannesmann Plastics Machinery (MPM) — производство полимеров;
- Demag Cranes & Components — производитель подъёмных кранов, а также систем управления поставками сырья и логистикой;
- Stabilus — поставщик газовых амортизаторов;
- Gottwald Port Technology — производитель передвижных портовых кранов и систем автоматизации работы морских терминалов;
- Siemens Metering (ныне LANDIS+GYR AG) — производитель электроизмерительного оборудования и систем АСКУЭ;
- Siemens Ceramics (CE) — подразделение, занимавшееся производством катализаторов, диэлектриков, алюмокерамики, пьезоэлементов и технического оборудования.

В том же году компания приобрела подразделение по выпуску мобильных телефонов фирмы Robert Bosch GmbH, в связи с уходом последней с телекоммуникационного рынка, а также передала все свои активы, связанные с атомной энергетикой, компании Framatome ANP.

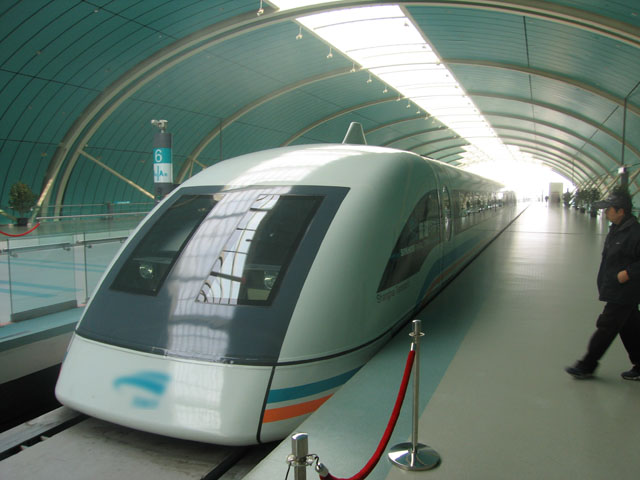
Разработанный при участии Siemens AG поезд на магнитной подвеске в Шанхае, Китай

В 2004 году итальянская прокуратура обвинила Siemens в том, что компания позволила двоим своим сотрудникам заплатить взятку бывшему руководству Enelpower, подразделению итальянского энергетического концерна Enel, в размере €6 млн для получения контрактов на поставки газовых турбин в 2000 году. В этом скандале, по данным агентства Reuters, оказались замешаны также французская Alstom и шведско-швейцарская ABB. В мае 2007 года суд города Дармштадт приговорил двух менеджеров компании, курировавших эту сделку, к штрафам и условным срокам заключения.
В 2002 году была открыта магнитно-левитационная дорога от шанхайского аэропорта Пудун до Шанхая, созданная при участии компании Transrapid — совместного предприятия Siemens AG и ThyssenKrupp. В том же году компания приобрела подразделение измерительного оборудования у датской компании Danfoss — этим приобретением компания усилила свои позиции на рынке средств измерения расхода жидкостей и газов. В июле 2003 года компания завершила приобретение подразделения по выпуску промышленных турбин у компании Alstom.
В октябре 2003 года шведский концерн Getinge AB приобрёл за 200 млн евро подразделение Siemens Life Support Systems (LSS), входившее в состав Siemens Medical Solutions.
2004 год стал годом крупных приобретений для компании. У Chrysler Group были приобретены заводы в Хантсвилле, штат Алабама, производящие электронные компоненты для автомобилей марок. Чуть позже был приобретён датский производитель ветряных электростанций Bonus Energy. Возрастающая потребность человечества в чистой воде побудила компанию приобрести и американскую компанию U.S.Filter, специализирующуюся на решениях в области очистки и подготовки воды.
В 2005 году Хайнриха фон Пирера на посту CEO сменил Клаус Кляйнфельд. С его приходом продолжилось усиление рыночных позиций компании, были приобретены:
- CTI Molecular Imaging, Inc. (США), технологии молекулярных изображений.
- Flender Holding GmbH, производитель промышленных электроприводов и механических приводов.
- Robicon Corporation (США), производитель промышленных электроприводов.
- VA Technologie AG (Австрия), компания, специализирующаяся в области распределения электроэнергии и металлургии.
- Wheelabrator Air Pollution Control Inc. (США), специализирующаяся на технологиях очистки выбросов тепловых электростанций.

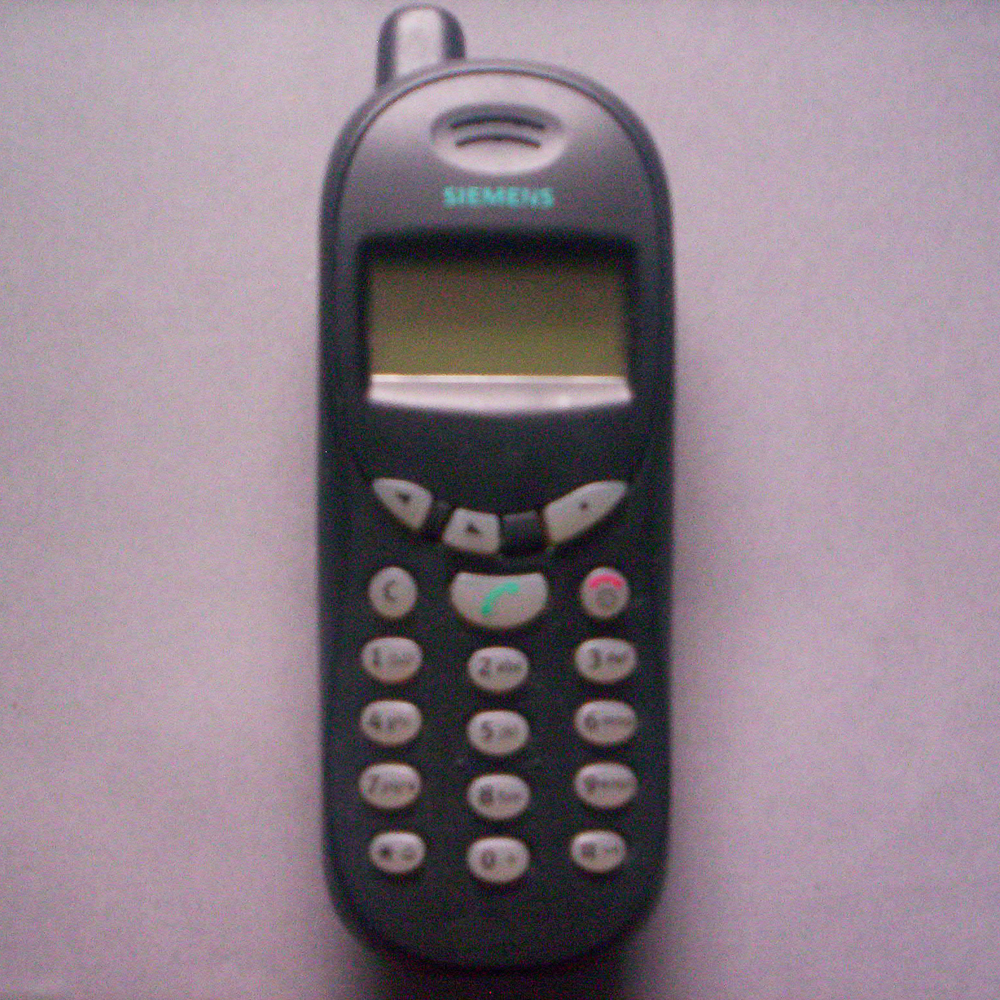
Siemens A35 — один из самых известных телефонов Siemens

В октябре 2005 года Siemens продал своё убыточное подразделение по производству мобильных телефонов, Siemens Mobile, впоследствии BenQ Mobile, тайваньской компании BenQ. По условиям соглашения BenQ Corp. получило лицензию на выпуск в течение 1,5 лет телефонов под маркой Siemens, а в течение 5 лет — право выпускать телефоны под маркой BenQ-Siemens.
В апреле 2006 года вступила в промышленную эксплуатацию 290-километровая подводная высоковольтная линия постоянного тока Basslink, соединившая континентальную Австралию и Тасманию, построенная департаментом Siemens PTD совместно с итальянской компанией Prysmian. В июне 2006 года Siemens AG приобрёл у Bayer AG подразделение Bayer Diagnostics, занимающееся решениями для диагностики in vitro в медицине за €4,2 миллиарда.
19 июня 2006 года Siemens и Nokia объявили о решении объединить свои отделения по производству телекоммуникационного оборудования в новую компанию — Nokia Siemens Networks. Также в 2006 году была продана дочерняя логистическая компания Dematic и куплен немецкий производитель энергетического оборудования AG Kühnle, Kopp & Kausch.

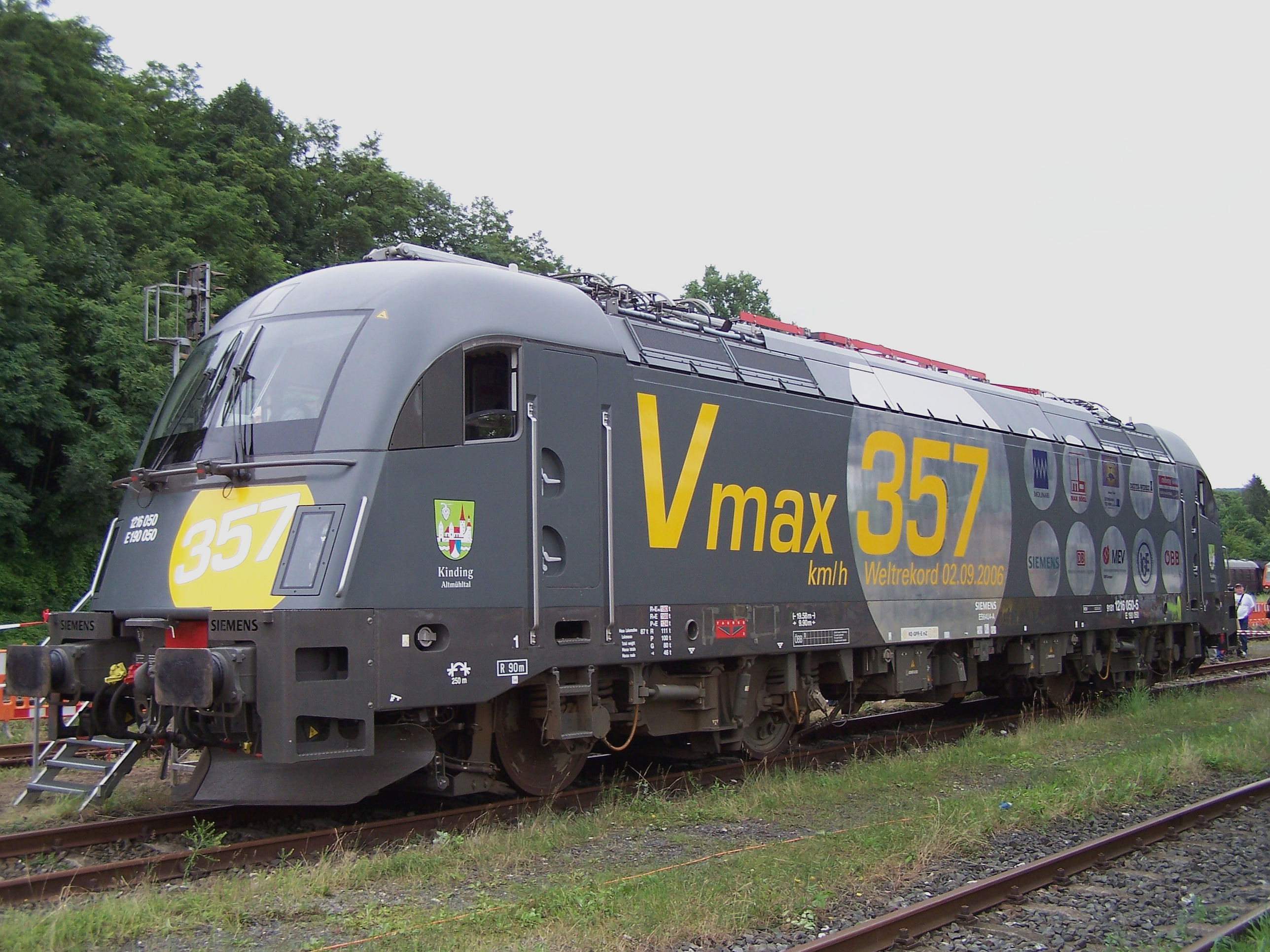
Siemens ES64U4 1216 050, самый быстрый локомотив в мире (357 км/ч, 2006)

2 сентября 2006 года локомотив Siemens ES64U4 (Eurosprinter) (ÖBB 1216 050) установил мировой рекорд скорости — 357 км/ч на линии Нюрнберг — Ингольштадт около Хильпольтштайна.

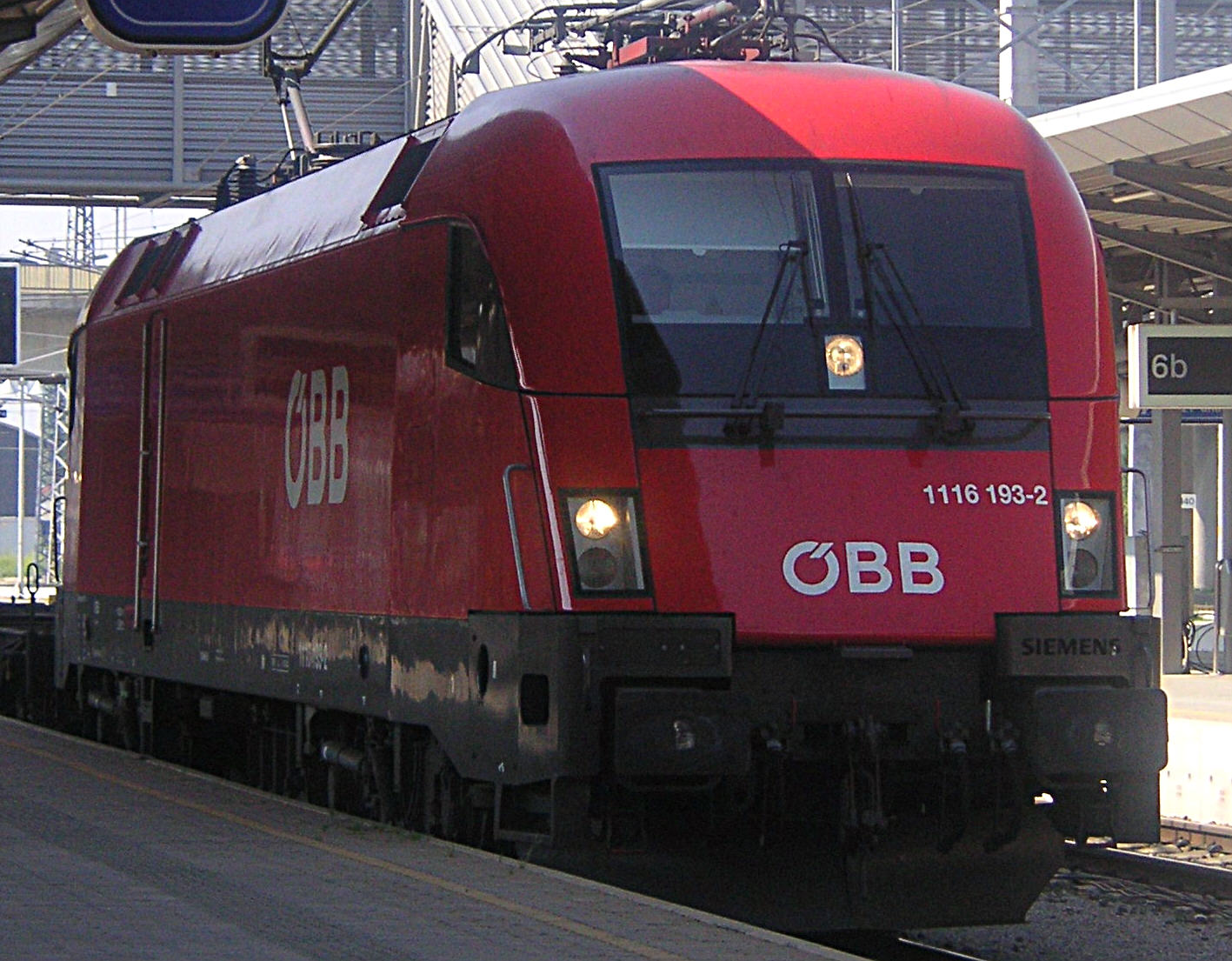
Локомотив Siemens Eurosprinter ÖBB 1116 193-2

24 января 2007 года Siemens AG объявил о намерении приобрести компанию UGS Corp. — разработчика программного обеспечения PLM и PDM — за $3,5 млрд. Сделка была завершена 4 мая 2007 года, на базе UGS Corp. было организовано подразделение UGS PLM Software.
1 октября 2006 года из подразделений Mobile Networks, Fixed Networks, Carrier Services (поставщики комплексных сетевых решений, приложений и услуг для операторов мобильной и фиксированной связи) была сформирована компания Siemens Networks. 27 апреля 2007 года Хайнрих фон Пирер ушёл с поста председателя совета директоров в связи с коррупционным скандалом.
19 марта 2007 года ETM professional control GmbH — производитель системы визуализации и управления процессом — стала 100%-ным дочерним предприятием департамента Siemens A&D
В мае 2007 года была завершена поставка газовой турбины SGT-8000H для электростанции Иршинг в баварском городе Фобург-на-Дунае. По данным компании эта турбина, мощностью 340 МВт являлась на момент пуска крупнейшей газовой турбиной с воздушным охлаждением в мире и, возможно, самой большой газовой турбиной, когда-либо построенной. Её мощность эквивалентна суммарной мощности двигателей 13 самолётов Boeing 747 и производит электричество, достаточное для снабжения электроэнергией города, сравнимого по размерам с Гамбургом. Также в 2007 году компания представила первый в мире генератор на высокотемпературных сверхпроводниках.
25 июля концерн объявил о продаже своего подразделения Siemens VDO Automotive AG компании Continental AG и приобретении Dade Behring Inc., занимающейся системами in-vitro-диагностики.
27 сентября компания объявила о подписании контракта с новозеландской государственной генерирующей компанией Meridian Energy Ltd. о строительстве крупнейшей на момент ввода в эксплуатацию офшорной ветряной электростанции. Суммарная выходная мощность 62 ветрогенераторов, расположенных в 15 километрах к западу от столицы страны, Веллингтона, составит около 140 мегаватт.
4 марта 2008 года компания заявила о продаже подразделения Wireless Modules консорциуму в составе Granville Baird, T-Mobile Venture Fund, и Sapfi Kapitalmanagement. Сделка завершена к маю 2008 года. 15 мая 2008 года компания объявила о заключении соглашения с Société Nationale de Chemins de Fer Belge (SNCB) на поставку 305 региональных поездов Desiro ML, вмещающих до 280 пассажиров и развивающих скорость до 160 км/ч; сумма заказа составила более 1,4 млрд евро.
16 июня в Нюрнберге на линии метро 3 была запущена в эксплуатацию первая в мире полностью автоматическая система метрополитена, способная работать на линиях совместно с поездами с машинистами. В Германии это система носит название RUBIN. В этот же день компания объявила о приобретении испанского производителя электроустановочного оборудования BJC.
8 июля компания объявила о планируемом сокращении 16 750 сотрудников. Это решение было подвергнуто резкой критике со стороны политических и профсоюзных деятелей Германии.
5 июня компании Siemens AG и StatOil объявили об установке первой в мире коммерческой плавающей ветроэнергетической турбины мощностью 2,3 МВт, производства Siemens Renewable Energy.

### После 2008 года
15 октября 2009 года концерн объявил о планируемом приобретении компании Solel Solar Systems Ltd. и интеграции её в департамент Siemens Renewable Energy.

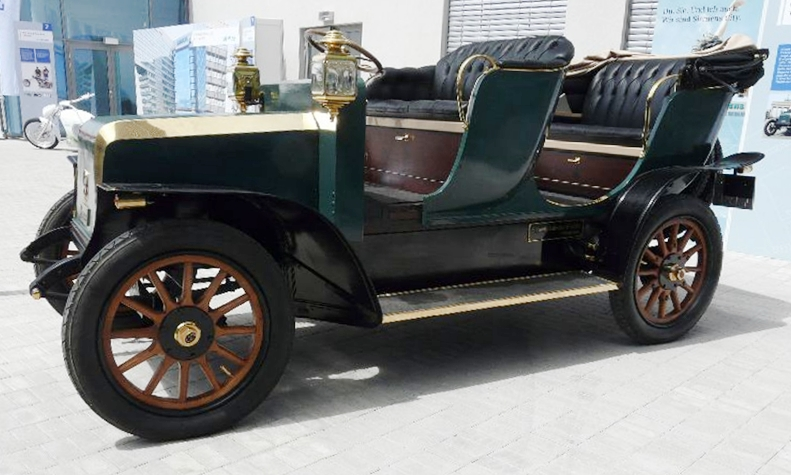
Современная реплика электроавтомобиля Siemens Schuckert «Electric Victoria» Model B 1905 года

30 апреля 2010 года представлен публике в Берлине компания представила реплику электромобиля Elektrische Viktoria, основанную на оригинальных чертежах электромобиля производившегося компанией в 1905 году. 21 июня 2010 года в результате аварии во время тест-драйва данной реплики электромобиля погиб профессор Фельденкирхен, Вильфрид, долгие годы возглавлявший архив компании.
28 июня 2010 года компания объявила о подаче заявки для получения разрешения на осуществление банковских операций в службу по контролю за финансовыми рынками BaFin (Bundesanstalt für Finanzdienstleistungsaufsicht). 7 декабря данная лицензия была получена.

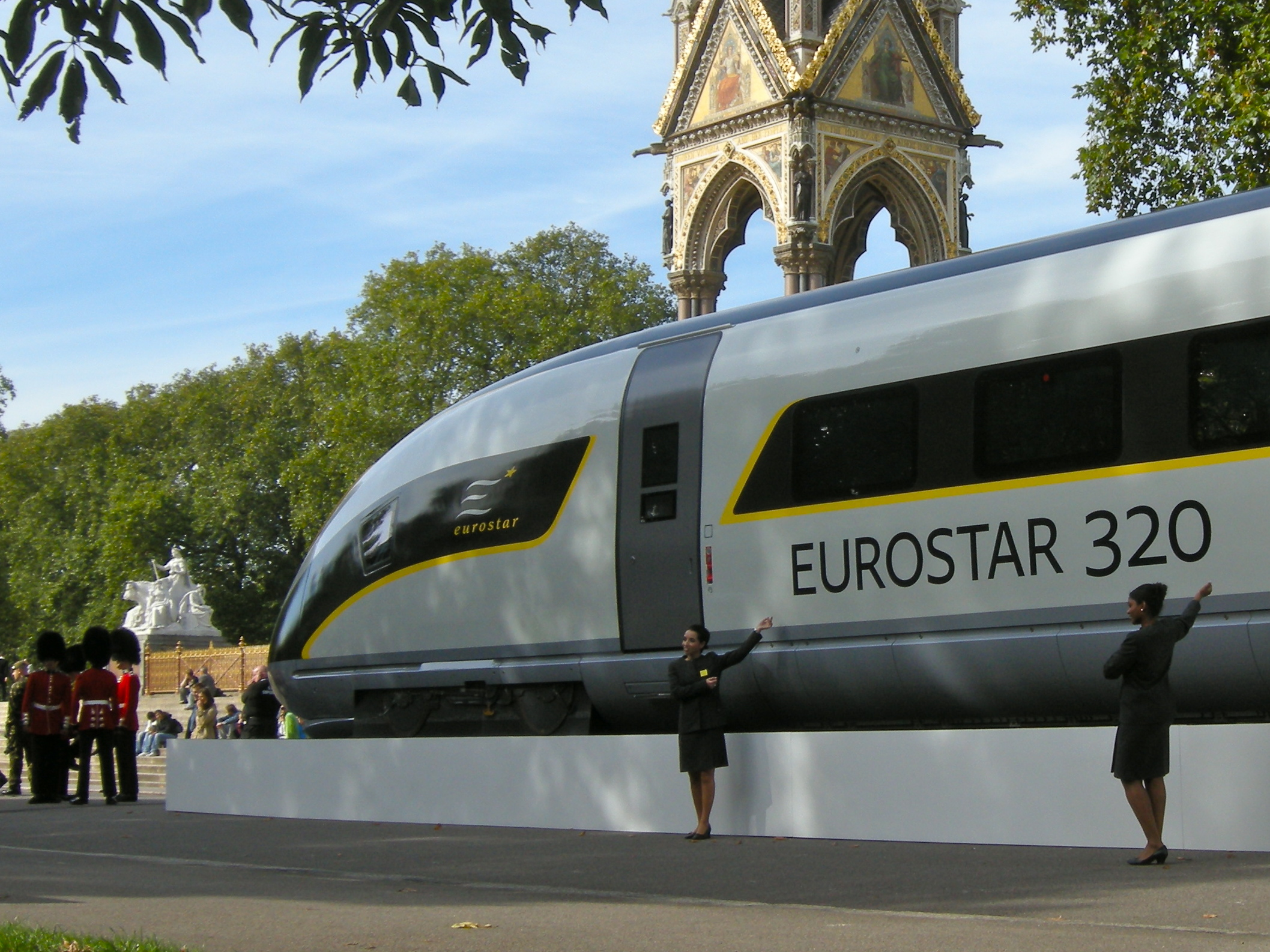
Eurostar 320 — Siemens Velaro на презентации в Лондоне

В декабре 2010 года компания Atos Origin подписала соглашение о приобретении подразделения Siemens IT Solutions and Services (SIS) за 850 миллионов евро. 20 июня 2011 года на авиашоу в Ле Бурже Diamond Aircraft Industries, Siemens AG и EADS представили первое в мире авиасредство — мотопланер DA36 E-Star — с гибридной электрической силовой установкой.
В ноябре 2012 года за 1,7 млрд фунтов было куплено подразделение железнодорожного оборудования компании Invensys. В 2013 году производитель электрических лампочек Osram был выделен в самостоятельную компанию. Также в этом году была продана доля в Nokia Siemens Networks, таким образом Siemens покинула сферу телекоммуникаций. В 2015 году за 7,6 млрд долларов был куплен американский производитель оборудования для нефтегазовой отрасли Dresser-Rand.
В апреле 2020 года подразделение Siemens Energy стало самостоятельной компанией. Через год было завершено приобретение американской компании Varian Medical Systems, производящее оборудование для радиотерапии; сумма сделки составила 16,4 млрд долларов.

## Собственники и руководство
Компания выпустила 850 млн акций. Семье Сименс принадлежит 6 % акций. 65 % находятся в собственности институциональных инвесторов, а 23 % — у частных инвесторов. Инвесторам из Германии принадлежит 28 % акций, из США — 26 %, Великобритании — 10 %, Франции и Швейцарии — по 8 %.
- Джим Хагеманн Снабе (Jim Hagemann Snabe, род. 27 октября 1965 года в Эгедале, Дания) — председатель наблюдательного совета с 2018 года; также член советов директоров Allianz и Maersk (председатель с 2017 года). Большая часть карьеры прошла в компании SAP (немецкий разработчик программного обеспечения).
- Роланд Буш (Roland Busch, род. 22 ноября 1964 года в Эрлангене, Германия) — председатель правления, президент, главный исполнительный директор с февраля 2021 года, в компании с 1994 года, в правлении с 2011 года[1].

## Деятельность

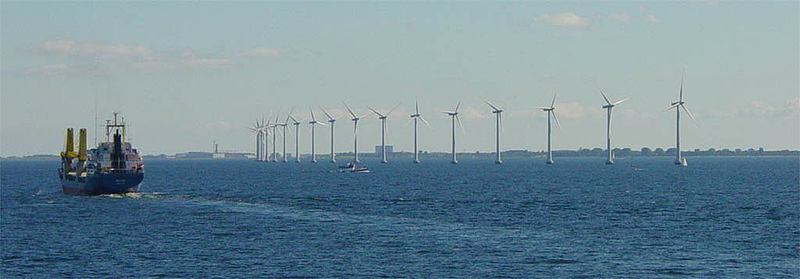
Прибрежный ветропарк Миддельгрюнден, около Копенгагена, Дания. На момент постройки был крупнейшим в мире

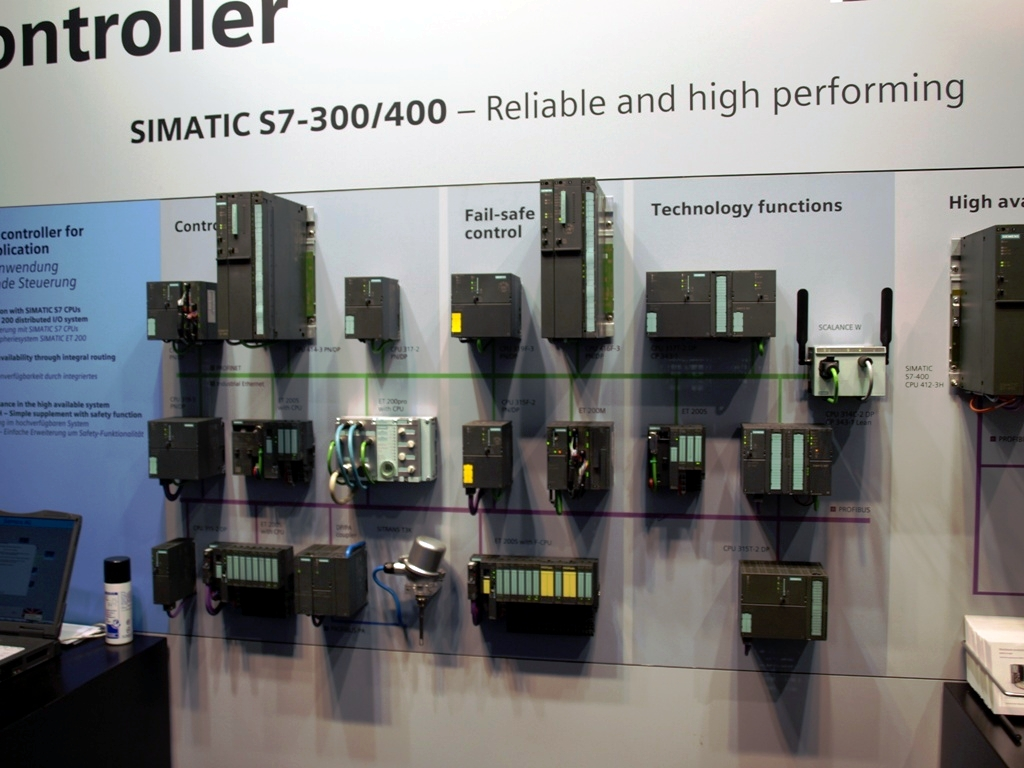
Различные ПЛК и распределённый ввод-вывод семейства SIMATIC департамента Industrial Automation

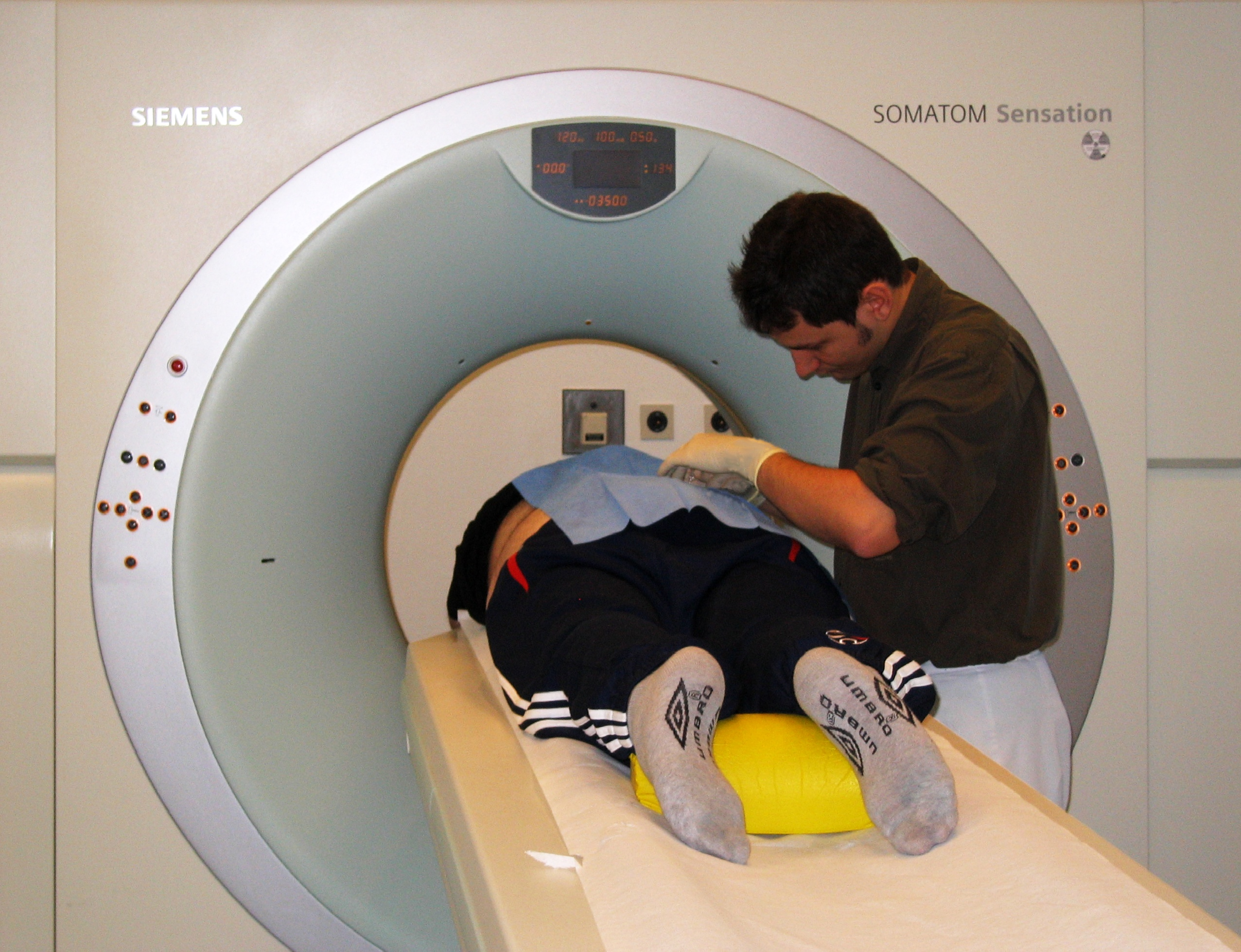
Компьютерный томограф

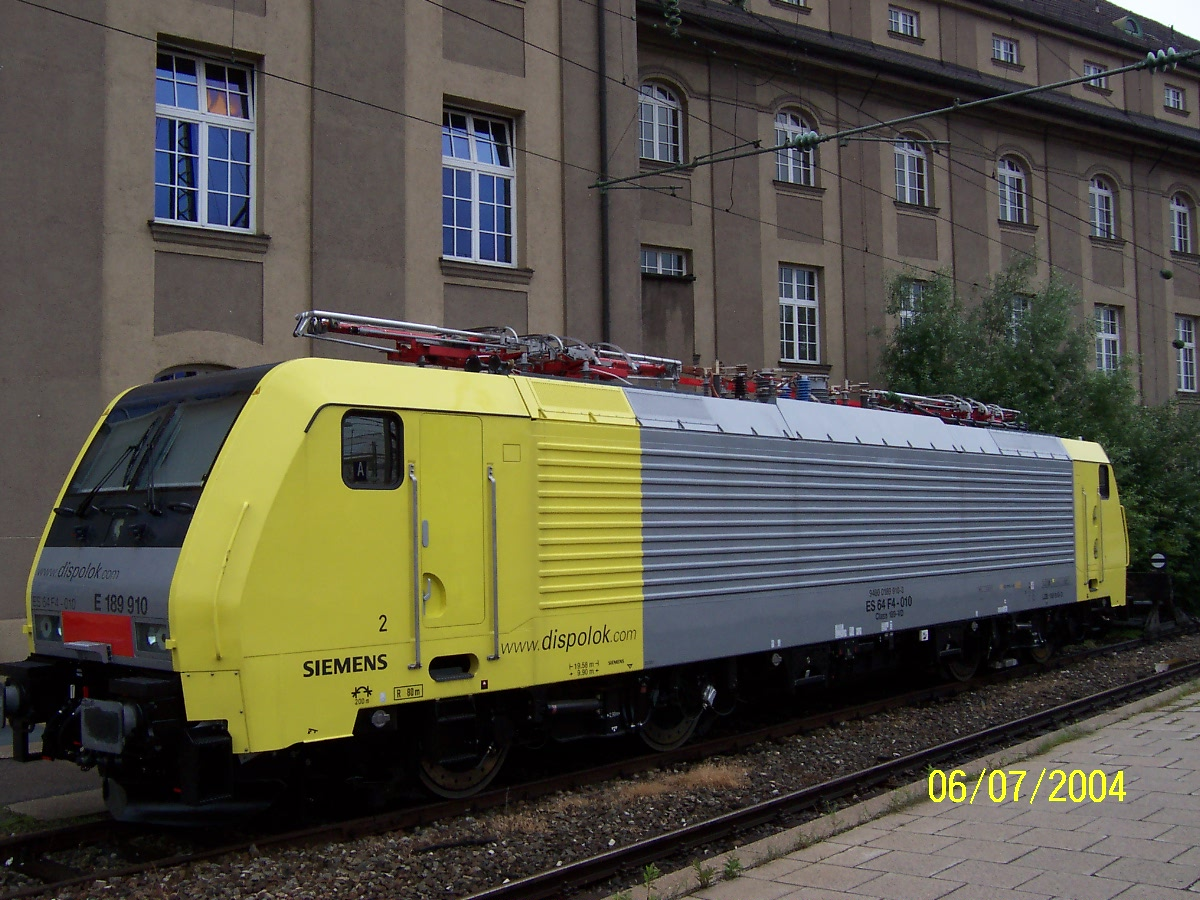
Локомотив Siemens Dispolok ES 64

Концерн Siemens AG представлен более чем в 190 странах мира, что делает его, наряду с FIFA (208 национальных ассоциаций) и The Coca-Cola Company (свыше 200) одним из лидеров среди компаний и организаций по географии присутствия.
Производственные площадки компании расположены преимущественно в странах Европейского союза и зоны НАФТА. Также производственные мощности есть в Норвегии, Бразилии, Китае, Индии, Пакистане и многих других странах, включая Россию. Фабрики концерна неоднократно получали престижную премию «Лучшая фабрика Европы», вручаемой WHU — Otto Beisheim School of Management и INSEAD. Лауреатами премии стали фабрики Siemens Healthcare, Werk Forchheim (2009), Siemens AG, Automation & Drives, Elektronikwerk Amberg (2007) и Siemens AG, Automation & Drives, Gerätewerk Erlangen (2004).
По состоянию на 2021 год деятельность группы Siemens включала два основных направления: промышленность и финансовые услуги. Кроме этого, имеется портфолио дочерних структур, управляемых отдельно.

### Промышленность
Основные подразделения:
- Цифровая промышленность — системы автоматизации промышленного производства, включая блоки управления, моторы, приводы, инвертеры, датчики, а также обслуживание оборудования и разработка программного обеспечения; 26 % выручки.
- Инфраструктура — комплектующие для различных объектов инфраструктуры, такие как блоки управления системами обогрева, вентиляции и кондиционирования воздуха, сигнализации, оборудование для электросетей; 24 % выручки.
- Транспорт (Siemens Mobility) — железнодорожный и городской электротранспорт (локомотивы, грузовые и пассажирские вагоны, вагоны метро, системы управления и энергоснабжения железных дорог); 15 % выручки.
- Здравоохранение — контрольный пакет акций в компании Siemens Healthineers (75 %), производящей диагностическое и терапевтическое медицинское оборудование; 29 % выручки.

### Финансовые услуги
Siemens Financial Services обеспечивает финансирование промышленных подразделений, а также оказывает услуги клиентам Siemens, такие как покупка продукции в кредит, лизинг, инвестиции в крупные проекты. Активы финансовой группы на 30 сентября 2021 года составляли более 30 млрд евро.

### Портфолио компаний
Ряд компаний, не соответствующих критериям прибыльности, ведущие деятельность в таких отраслях, как нефтегазодобыча, химическая и горнодобывающая промышленность, логистика, морские перевозки. Со временем эти компании либо продаются, либо интегрируются в одно из подразделений. В сумме их выручка за 2020/21 финансовый год составила 3 млрд евро (5 % от выручки группы Siemens).

### Регионы деятельности
Географическое распределение выручки по состоянию на 2021 год:
- Европа, СНГ, Африка и Ближний Восток — 50 %
  - Германия — 18 %
- Америка — 26 %
  - США — 22 %
- Азия и Австралия — 24 %
  - Китай — 13 %.

|                     | 2007  | 2008  | 2009  | 2010  | 2011  | 2012  | 2013  | 2014  | 2015  | 2016  | 2017  | 2018  | 2019  | 2020  | 2021  |
| ------------------- | ----- | ----- | ----- | ----- | ----- | ----- | ----- | ----- | ----- | ----- | ----- | ----- | ----- | ----- | ----- |
| Оборот              | 64,24 | 69,58 | 70,05 | 68,98 | 73,52 | 74,09 | 72,78 | 71,23 | 75,64 | 79,64 | 82,86 | 55,54 | 56,80 | 55,25 | 62,27 |
| Чистая прибыль      | 4,038 | 5,886 | 2,497 | 4,068 | 6,321 | 4,282 | 4,409 | 5,507 | 7,380 | 5,584 | 6,094 | 6,120 | 5,648 | 4,200 | 6,697 |
| Активы              | 91,56 | 94,46 | 94,93 | 102,8 | 104,2 | 108,3 | 101,9 | 104,9 | 120,3 | 125,7 | 136,1 | 138,9 | 150,2 | 123,9 | 139,6 |
| Собственный капитал | 29,63 | 27,38 | 27,29 | 29,10 | 32,16 | 31,42 | 28,63 | 31,51 | 35,06 | 34,82 | 44,62 | 48,05 | 50,98 | 39,82 | 49,27 |

### Сименс в России

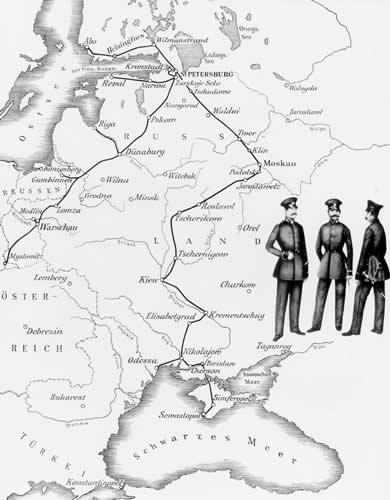
Телеграфная сеть Российской империи, построенная в 1853—55 годах, и форма её служащих

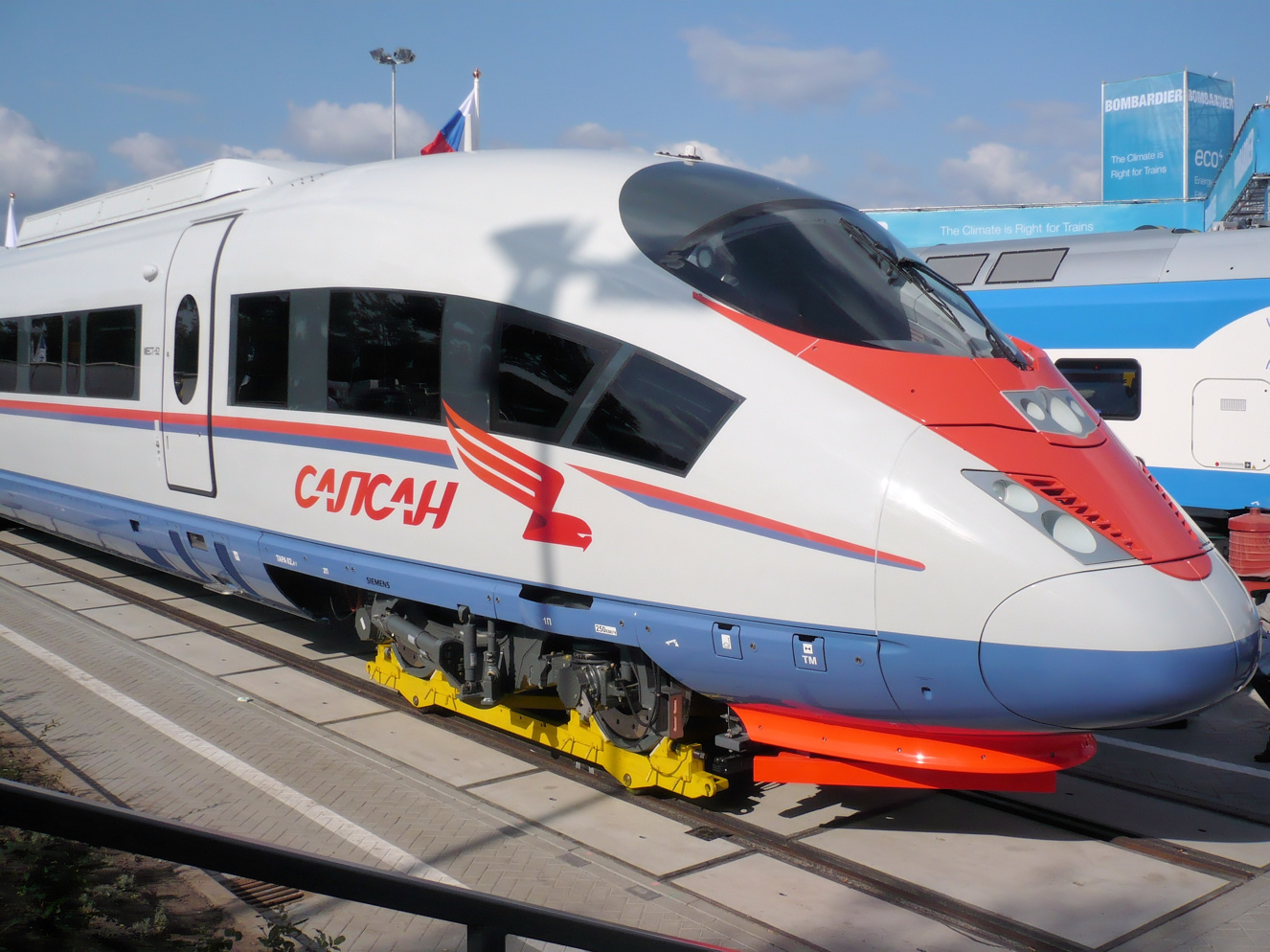
Высокоскоростной поезд Siemens Velaro RUS сделал возможным перемещение между Москвой и Санкт-Петербургом России со скоростью до 250 км/ч.

Продукция компании поставлялась в Россию с 1851 года, в 1853 году было создано торговое представительство. В 1997 году была основана дочерняя компания на территории России ООО «Сименс».
Среди многочисленных проектов Siemens в России — поставка оборудования для самой протяжённой в мире радиорелейной трассы Москва — Хабаровск (около 8 тысяч 300 километров совместно с фирмой NEC Pasolink, 1996 год); волоконно-оптической линии связи Москва — Новороссийск; строительство транспортных сетей SDH в крупнейших городах страны, комплексная поставка оборудования для Константиновского дворца в Санкт-Петербурге.

## Основные конкуренты
По данным компании её основными конкурентами являются:
- В промышленном секторе — ABB, Alstom, Bombardier, Cegelec, Dassault, Emerson, Finmeccanica, GE, Honeywell, WEG, Invensys, Rockwell, Schneider Electric, ITT, SMS, Johnson Controls, Tyco, UTC, Mitsubishi Heavy Industries, Nichia, Philips, Yokogawa.
- В энергетическом секторе — Alstom, GE, Mitsubishi Heavy Industries, Vestas, ABB, Areva, Schneider Electric, WEG
- В секторе здравоохранения — Abbott, Beckman Coulter, Cerner, GE, Philips, McKesson, Phonak, Roche

## Критика
Siemens главным образом подвергается обвинениям в связи с дачей взяток для получения выгодных контрактов, нарушении санкций и картельных сговорах с другими производителями.
Летом 2002 года немецкие радиостанция Südwestrundfunk (SWR) и издание Financial Times (Financial Times Deutschland) заявили, что компоненты ультразвукового терапевтического оборудования, предназначенного для разрушения камней в почках, при определённых условиях могут использоваться в качестве взрывателей в атомных бомбах. Концерн Siemens действительно поставил несколько таких прерывателей Ираку в период с декабря 1998 по июнь 1999 года, однако разрешение на поставку было дано советом по санкциям ООН и BAFA. Поскольку, после окончания военных действий США и Великобритании против режима Саддама Хусейна, атомного оружия обнаружено не было, данные обвинения можно счесть беспочвенными.
В 2005 году антимонопольное ведомство Венгрии выдвинуло обвинения в картельном сговоре против Alstom, VA Tech, Siemens и Areva. В том же году вскрылись факты дачи взяток на сумму 7 миллионов евро российским чиновникам при поставке медицинского оборудования. При этом до 1999 г. в Германии частным фирмам, работающим за рубежом, не запрещалось выплачивать взятки иностранным партнёрам, причём эти «расходы» даже было возможно списывать при подаче финансовой отчётности в налоговое ведомство. Также, в 2005 году компания Siemens, наряду с такими фирмами и организациями, как Volvo, DaimlerChrysler, «Лукойл», Международный Красный Крест, Русская православная церковь и многими другими, оказалась в центре ещё одного скандала, связанного с Ираком, когда комиссия ООН во главе с Полом Волкером, расследовавшая злоупотребления в ходе программы «Нефть в обмен на продовольствие», опубликовала итоговый доклад.
В 2006—2007 годах компания вновь оказалось в центре крупного скандала о даче взяток высшими должностными лицами в телекоммуникационных и энергетических департаментах. Скандал негативно отразился на репутации концерна, некоторые аналитики сочли вскрывшиеся факты типичным примером того, как концерны из развитых стран активно поддерживают коррупцию в развивающихся.
По данным Reuters, 27 сентября 2007 года на закрытом заседании правления американская юридическая фирма Debevoise & Plimpton представила доклад о том, что в результате расследования были выявлены незаконные выплаты в размере 1,45 миллиарда евро за последние 10−12 лет. По данным Wall Street Journal, внутреннее расследование компании обнаружило сомнительные платежи в размере 1,6 миллиарда евро при ожидавшихся 420 миллионах.
В России Siemens был связан, в частности, с коррупцией в ФАПСИ.
В 2008 году Siemens была уличена в даче взяток членам правительства Греции во главе с премьер-министром Костасом Симитисом в период подготовки к Летним Олимпийским играм 2004 в Афинах. См. Коррупционный скандал с компанией «Siemens» в Греции.
В ноябре 2008 года земельный суд Нюрнберга-Фюрта признал бывшего топ-менеджера компании Йоханнеса Фельдмайера причастным к даче взяток в размере 30,3 миллиона евро в период между 2001 и 2006 годом председателю профсоюза AUB Вильгельму Шелски. Фельдмайер был приговорен к двум годам лишения свободы условно и штрафу в размере 28 800 евро за злоупотребление служебными полномочиями и уклонение от уплаты налогов. Вильгельм Шелски, признанный соучастником преступления, приговорен к четырём с половиной годам тюрьмы.
15 декабря 2008 года Федеральный суд в Вашингтоне одобрил соглашение, достигнутое между Siemens AG, Министерством юстиции США и Федеральной комиссией по ценным бумагам и биржам. Компания обязана выплатить 450 миллионов долларов минюсту США и 350 миллионов долларов за дачу взяток по всему миру. Кроме того, для дальнейшего расследования нарушений концерн обязался предоставить независимому аудитору доступ к своей документации. В этот же день мюнхенская прокуратура наложила на концерн штраф в размере 395 миллионов евро.

## Членство компании в международных организациях и участие в международных проектах
Компания является членом различных международных организаций, таких как, например:
- Глобальный договор ООН[65]
- Программа ООН по населённым пунктам[66]

А также участвует в международных проектах, например Desertec.

## Спонсорство и общественная деятельность
Компания является партнёром детского фонда ООН, а также вносит вклад в развитие таких видов спорта как Формула-1 и горный велосипед. 

## Продукция компании
- LOGO!
- SIMATIC
- WinCC
- SICAM
- Avanto
- Combino
- ULF
- Desiro
- Velaro
- Venturio

Продукты, выпускавшиеся ранее
- продукты и услуги для логистики — Dematic
- мобильные телефоны Siemens — BenQ Mobile
- компьютеры Fujitsu Siemens Computers
- Аппараты ИВЛ SERVO — ныне выпускаются на том же заводе компанией MAQUET